# أرز الغابة (إيشينوتشلوا كولونا)
إيشينوتشلوا كولونا عادةً ما يُعرف باسم أرز الغابة، عُشب الدكن، أو عُشب الفناء العديم: هو نوع من العشب البري موطنه آسيا الاستوائية. تم تصنيفه سابقًا على أنه أحد أنواع ثمام. إنه السلف البري لمحصول الحبوب المزروعة دخن ساوا (إيشينوتشلوا فرومينتاكيا). يتعامل بعض خبراء التصنيف مع النوعين كنوع واحد، وفي هذه الحالة يمكن أيضًا الإشارة إلى الأشكال المستأنسة باسم«إى كولونا».

## التوزيع والموطن
يوجد العشب في كل مكان في إفريقيا وآسيا الاستوائية، في الحقول وعلى طول جوانب الطرق والممرات المائية. ويُعتبر من الحشائش المجتاحة في الأمريكتين وأستراليا. وفي أستراليا، انتشر إلى الأراضي الرطبة، ويُهدد موطن شجرة شاي المستنقع.

## في الاستخدام المطبخى
في الهند، تُستخدم بذور هذا العشب لإعداد طبق طعام يُسمى خيجدى، ويتم تناولها خلال أيام صيام العيد. تُسمى في الغوجاراتية «سامو»(સામો) أو «مورياو»(મોરિયો) في اللغة الماراثية، يُطلق عليها بهاغار (भगर) أو «فاري تشا تاندول»(वरी चा तांदुळ)، وفي اللغة الهندية تسمى «موردهان»(मोरधन) أو «سافا كا تشوال»(सवा का चावल)، تُسمى أيضًا ساماى كى تشوال.
يُسجل كتاب عام 1889م «النباتات الأصلية المفيدة لأستراليا» أن: بانيكوم كولونوم (الاسم السابق لهذا النبات)، كان له أسماء شائعة من بينها «شاما ميليت» في الهند؛ ويُطلق عليه أيضًا، في أجزاء من الهند، «الأرز البرى» أو «أرز الغابة»، وأن له «سيقان مستقيمة من قدمين إلى ثمانية أقدام، وغضة جدًا. ويتم استخدام السنابل من قبل السكان الأصليون كسلعة غذائية. يتم طحن البذور بين الحجارة، ثم تُخلط بالماء ويتم تشكيل نوعًا من الخبز. وهي ليست متوطنة في أستراليا.»

## روابط خارجية
- إيشينوتشلوا كولونا يو سى دافيس أي بى إم.
- إيشينوتشلوا كولونا: نباتات غرب إفريقيا دليل مصور.